# Контркультовое движение
Контркультовое движение (ККД), противокультовое движение (англ. countercult movement) — исходящая от представителей традиционных религий мира критика и иные виды противодействия религиозным объединениям, рассматриваемым в качестве «культов» (или сект, новых религиозных движений в зависимости от принимаемой терминологии) с теологической или социологической точки зрения.

## История
В среде исповедующих традиционные религии (в основном различных христианских конфессий) сформировалось несколько групп для противостояния тому, что рассматривается либо как самостоятельные еретические учения, либо как противоречащие догматам варианты (культы) их собственных религий. Эти группы занимаются критикой учения, религиозных практик и деятельности НРД (сект, культов) с позиций вероучения традиционных религий мира. В академических исследованиях на Западе совокупность таких групп обычно называется контркультовым движением (англ. countercult movement, CCM). Доктор теологии Венского университета В. А. Мартинович применяет аналогичный термин — «противокультовая» или «конфессиональная школа сектоведения» — для описания профессиональных или любительских групп исследователей, занимающихся критикой НРД (по его терминологии — «сект») с позиции вероучения традиционных религий мира, либо с точки зрения какой-либо идеологии.
Контркультовое движение представлено богословами, миссионерскими центрами и рядовыми членами религиозных групп, защищающими основы своего вероучения и изобличающими построения НРД (культов, сект) с позиций их вредности для духовного развития человека. Главная цель представителей этого движения состоит в предохранении последователей своей религиозной организации от чужеродных влияний и ухода в иные религиозные и политические группы, в убеждении вернуться своих прежних участников, примкнувших к НРД.

### XX век
В XX веке, особенно начиная с 1940-х годов, вместо распространённых «секта» и «ересь» богословы стали широко использовать термины «культ» и «культизм» в отношении религиозных групп, придерживающихся учений и практик либо вовсе небиблейских, либо отклоняющихся от традиционных христианских.
Постепенно на Западе набирало силу и светское антикультовое движение, в рамках которого культы критиковались с точки зрения нанесения вреда обществу и личности, а не традиционному вероучению. После нескольких громких случаев самоубийств членов культов, а также ряда судебных процессов в США и других западных странах против нетрадиционных религиозных объединений и их лидеров, в 1970—1980-х годах в результате усилий СМИ и околорелигиозной публицистики термин «культ» приобрёл крайне негативную окраску.
С 1990-х годов накал дебатов вокруг деятельности культов несколько снизился. Большинство из них социально адаптировались и вписались в современное общество, заполняя незанятые традиционными Церквями ниши, по отношению к ним всё чаще стали применяться нейтральные термины — «новые религии» или «новые религиозные движения».

## Определения
Е. Э. Эгильский, кандидат философских наук, один из авторов учебника «Религиоведение» для вузов, характеризует контркультовое движение (ККД) как 
движение, имеющее четкую конфессиональную окраску. Оно представлено христианскими активистами и организациями, относящимися, в основном, к различным протестантским деноминациям. ККД связано с консервативными и фундаменталистскими христианскими кругами. Контркультисты атакуют «культы» с позиций христианской теологии, доказывая, что вероучения критикуемых групп противоречат евангельскому.
Доктор теологии Венского университета В. А. Мартинович: 
Противокультовая (от англ. counter-cult), или конфессиональная школа сектоведения занимается критикой учения, религиозных практик и деятельности НРД с позиций вероучения традиционных религий мира, либо с точки зрения какой-либо идеологии. Первое течение противокультовой школы представлено богословами, миссионерские центрами, защищающими основы вероучения своей Церкви и изобличающими построения сект с позиций их вредности для духовного развития человека. Ко второму течению относятся представители политических партий, критикующие секты за их несоответствие основным положениям их идеологии. Классическим примером является критика сект за их несоответствие идеалам научного коммунизма, осуществлявшаяся во времена Советского Союза. Сравнительный критический текстовый анализ лежит в основе методологии противокульта.

## Контркультовое движение в России и за рубежом
В настоящее время в контркультовом движении участвуют не только различные христианские конфессии, оно охватывает и представителей мусульман, иудеев, индуистов, буддистов и других традиционных религий. К православному течению в России принадлежат протодиакон Андрей Кураев, о.Серафим Роуз, о.Олег Стеняев, протоиерей Владимир Фёдоров, архимандрит Рафаил Карелин и другие. В некоторых российских религиозных учебных заведениях существует учебный предмет «сектоведение».
Наиболее организованное контркультовое движение — христианское, распространённое на Западе, в особенности в США, где существует довольно высокий градус конфронтации между теми, кто придерживается разных позиций в отношении «культов». Старейшей из американских контркультовых организаций является «Христианский исследовательский институт», основанный в 1960 г. Уолтером Мартином. Другая известная контркультовая организация США — «Проект духовных подделок» действует с 1973 г. В Европе действует «Международный Диалог-Центр», имеющий свои представительства в России и ряде азиатских стран. Контркультовая оппозиция широко представлена в сети Интернет. Например, только в американском секторе всемирной сети существует около двух сотен контркультовых сайтов. Один из наиболее посещаемых — «Христианское служение апологетики и исследования», действующий с 1995 г.

### История и критика
- Enroth R. M., Melton J. G. Why Cults Succeed Where The Church Fails.— Elgin, Ill.: Brethren Press, 1985.
- Jenkins P. Mystics and Messiahs: Cults and New Religions in American History.— New York: Oxford University Press, 2000.
- Johnson P. Apologetics, Mission, and New Religious Movements: A Holistic Approach // Sacred Tribes: Journal of Christian Missions to New Religious Movements, 2002.— Vol. 1.— N. 1.
- Melton J. G. The counter-cult monitoring movement in historical perspective // Challenging Religion: Essays in Honour of Eileen Barker / edited by James A. Beckford & James T. Richardson.— London: Routledge, 2003.— pp. 102–113.
- Cowan D. E. Bearing False Witness? An Introduction to the Christian Countercult.— Westport, Connecticut & London: Praeger Publishers, 2003.
- Saliba J. A. Understanding New Religious Movements.— 2nd edition.— Walnut Creek, Lanham, New York & Oxford: Alta Mira Press, 2003.
- Филькина А. В. Этический аспект в исследованиях новых религиозных движений: сопоставление опыта отечественных и западных социологов. // Вестник ТГПУ, 2010.— Вып. 5(95). Дата обращения: 20 марта 2013. Архивировано 21 марта 2013 года.